# Wolfman Jack
Robert Weston Smith (New York, 21 januari 1938 – Belvidere (North Carolina), 1 juli 1995) was een zeer bekende Amerikaanse diskjockey uit de jaren 60 en 70 van de 20e eeuw en bekend onder zijn artiestennaam Wolfman Jack.

## Biografie
Smith werd op 21 januari 1938 geboren in het New Yorkse stadsdeel Brooklyn. In New Jersey leerde hij bij het zwarte muziekstation WNJR-AM de eerste kneepjes van het radiovak. Smith was in zijn tienerjaren al een groot fan van diskjockey Alan Freed. Freed had de bijnaam "the Moondog" en gebruikte naast zijn bijnaam ook het geluid van een huilende wolf in zijn vroegere uitzendingen. Smith nam dit thema later over, ging zich Wolfman Jack noemen en voegde hieraan zijn eigen geluidseffecten toe. Zijn karakter en stijl waren gebaseerd op die van bluesman Howlin' Wolf.
Zeer karakteristiek was zijn doorleefd en krakend klinkende stem compleet met bijna schreeuwende uitingen waarin een bepaald timbre zat dat niemand kon evenaren. Pas toen Smith furore maakte met zijn radioshows bleef hij de naam Wolfman Jack houden. In 1962 begon hij zijn carrière bij het radiostation XERF in Mexico, net over de grens bij het Texaanse Del Rio. Met een zendvermogen van 250.000 watt was het station zó krachtig, dat het signaal in een groot deel van de Verenigde Staten was te ontvangen. Dat gaf hem landelijke bekendheid.
Toch bleef voor veel mensen zijn echte karakter en naam jarenlang verborgen. Medio jaren 60 ging Wolfman Jack over naar het Amerikaanse radiostation KCIJ-AM in Shreveport (Louisiana) dat alleen overdag uitzendingen verzorgde. In 1973 kwam Wolfman Jack na vele omzwervingen tussen verschillende radiostations bij WNBC in New York terecht en concurreerde op dezelfde uitzendtijden met WABC Top 40-legende "Cousin Brucie" Bruce Morrow.
Wolfman Jack was ook als filmacteur en tv-persoonlijkheid niet echt onverdienstelijk. De Amerikaanse regisseur George Lucas maakte hem met een rol in de film American Graffiti (1973) wereldberoemd. Wolfman Jack speelde daarin zichzelf. Verder trad hij in verschillende shows en televisieseries op en had hij zijn eigen show (The Wolfman Jack Show). Ook verscheidene popmusici raakten door Wolfman geïnspireerd. Todd Rundgren, The Guess Who, Leon Russell en Freddie King schreven nummers over hem. De Canadese band The Stampeders vroegen Wolfman in 1975 om mee te doen aan hun cover van het Ray Charlesnummer uit 1961, Hit the Road Jack, waarin te beluisteren is dat een man, Cornelius genaamd, die door zijn vriendin op straat is gezet, Wolfman tijdens zijn radio-uitzending opbelt om (tevergeefs) te vragen of hij bij hem kan komen logeren. Ook in de hit Clap for the Wolfman van The Guess Who uit 1974 was hij te horen. Tevens is hij in Pump Up the Volume van M/A/R/R/S te horen met de tekst "the greatest record of the year".
Wereldfaam verkreeg Wolfman Jack door zijn dagelijkse Wolfman Jack Show die hij voor AFRTS opnam. De shows, die een uur duurden, werden op zogenaamde transcription platen geperst en aan Amerikaanse bases over heel de wereld verstuurd. Zodoende kreeg Wolfman Jack dus ook in Nederland bekendheid. Van deze shows is maar weinig bewaard gebleven. De 16inch platen moesten na uitzending ervan worden vernietigd. In het Library of Congress in Washington D.C. is nog een aantal van deze platen beschikbaar en zijn op verzoek te beluisteren.
Wolfman Jack heeft zelf ook een bescheiden aantal lp's opgenomen. Hierop is te horen wat hem werkelijk bezighield: gedrevenheid
voor zijn vak, de liefde en het bewustzijn van wie we zijn. Vooral op de lp getiteld "Wolfman Jack" (RCA Wooden Nickel WNS-1009 1972) is dit te horen. De overige titels zijn: "Through the Ages" (RCA Wooden Nickel BWL1-0019 1973) en "Fun & Romance" (CBS Columbia KC 33501 1975). De platen zijn ondertussen verzamelobjecten geworden.  
In de zomer van 1994 droeg Mick Jagger van de Rolling Stones tijdens een concert in Washington een nummer op aan Wolfman die op de eerste rij zat: It's only rock 'n roll, but I like it!
Na een uitputtende tournee overlijdt de legendarische rock-'n-rolldiskjockey Wolfman Jack aan een zware hartaanval op 1 juli 1995 in zijn huis in Belvidere in de staat North Carolina, bij de voordeur net nadat hij zijn vrouw Lou Lamb Smith had omhelsd.

## Nagedachtenis
Op 15 maart 2003 werd ter nagedachtenis aan hem een bronzen standbeeld onthuld in de plaats Del Rio, Texas, daar waar de legendarische diskjockey zijn spraakmakende carrière begon. Naast de 130.000 dollar voor het gedenkteken droeg de gemeente Del Rio ook bij aan een museum en een muziekfestival ter ere van "Da Wolfman".
Wolfman Jack shows worden zo hier en daar nog weleens uitgezonden. Dat is mogelijk omdat Smith sinds 1971 opnamen van zijn radiostations aanbood als 'syndicated radio' (vooraf opgenomen shows, die door radiostations kunnen worden gekocht voor heruitzending). In Europa zijn maar twee radiostations bekend die nog Wolfman Jackshows uitzenden: Big L 1395 AM, een op Groot-Brittannië gericht radiostation (Trintelhaven-Nederland nov. 2009-nov. 2010). Ook het kortegolfstation 'The Mighty' KBC International zond meer dan zeven jaar na zijn dood herhalingen uit van de fameuze radioprogramma's die Wolfman Jack maakte. KBC International staakte de uitzendingen in september 2009, maar kwam in 2011 terug op 6095 kHz kortegolf met een nieuwe programmering. De Wolfman Jackshows maakten daar geen deel van uit (op één halloweenspecial na), al werd op de website van KBC int. een stemming gehouden of de shows moeten terugkeren.
- Gemeinsame Normdatei: 119330229
- International Standard Name Identifier: 0000 0000 9689 6972
- Library of Congress Control Number: n88051170
- MusicBrainz: cc3253e5-6a22-4ce2-899b-16ee33b9a687
- National Archives and Records Administration: 10571224
- Nationale Bibliotheek van Tsjechië: xx0306190
- SNAC: w6xt3kk8
- Virtual International Authority File: 114588088
- WorldCat: E39PBJf4fJX77mbPMhYC3WXjmd